# Valentina Telitchkina
Valentina Ivanovna Telitchkina (en russe : Валентина Ивановна Теличкина), née le 10 janvier 1945 à Krasnoïe dans l'Union soviétique, est une actrice soviétique puis russe.

## Filmographie
- 1967 : Le Journaliste de Sergueï Guerassimov
- 1968 : Les Méandres du succès de Eldar Riazanov
- 1969 : Au bord du lac Baïkal de Sergueï Guerassimov
- 1970 : Le Début de Gleb Panfilov
- 1970 : La Mouette de Youli Karassik
- 1975 : C'est impossible de Leonid Gaïdaï
- 1977 : Le Marécage de Grigori Tchoukhraï
- 1978 : Cinq Soirées de Nikita Mikhalkov
- 1979 : Mariée pour la première fois de Iossif Kheifitz
- 1979 : Les Bonnes Gens (Добряки) de Karen Chakhnazarov : Nadèje
- 1982 : Vassa de Gleb Panfilov
- 1986 : Dans la Grand-Rue avec la fanfare de Piotr Todorovski
- 1987 : Où se trouve nofelet ? de Guerald Bejanov
- 2017 : Bolchoï de Valeri Todorovski

## Récompenses et nominations

### Récompenses
- 2009 : Artiste du peuple de la fédération de Russie[1]